# Six Feet Under (band)
 For alternative betydninger, se Six Feet Under. (Se også artikler, som begynder med Six Feet Under)
Six Feet Under er et death metal-band fra USA, med den tidlige forsanger, Chris Barnes, fra Cannibal Corpse på vokal.

## Medlemmer
- Chris Barnes – vokal
- Steve Swanson – guitarist
- Terry Butler – bassist
- Greg Gall – trommeslager

### Tidligere medlem
- Allen West – guitarist (1995 – 1998)

## Diskografi
Studioalbum
- 1995 – Haunted
- 1997 – Warpath
- 1999 – Maximum Violence
- 2000 – Graveyard Classics
- 2001 – True Carnage
- 2003 – Bringer of Blood
- 2004 – Graveyard Classics 2
- 2005 – 13
- 2007 – Commandment
- 2008 – Death Rituals
- 2010 – Graveyard Classics 3
- 2012 – Undead
- 2013 – Unborn
- 2015 – Crypt of the Evil
- 2017 – Torment
- 2020 – Nightmares of the Decomposed

Livealbum
- 2002 – Double Dead Redux
- 2004 – Live with Full Force
- 2011 – Wake the Night! Live in Germany

EP
- 1996 – Alive and Dead
- 2018 – Unburied

Singler
- 2003 – Bringer of Blood

Opsamlingsalbum
- 2005 – A Decade in the Grave (4CD+DVD box)

Video
- 2001 – Maximum Video (VHS)
- 2002 – Double Dead
- 2004 – Live with Full Force
- 2011 – Wake the Night! Live in Germany (DVD)

| Musik | Spire Denne musikartikel er en spire som bør udbygges. Du er velkommen til at hjælpe Wikipedia ved at udvide den. |